# 范布倫鎮區 (密蘇里州傑克遜縣)
范布倫鎮區（英語：Van Buren Township）是位於美國密蘇里州傑克遜縣的一個行政鎮區。

## 地方資料
范布倫鎮區的面積為185.60平方千米，當中陸地面積為183.21平方千米，而水域面積為2.39平方千米。根據2020年美國人口普查的數據，當地共有人口8906人，而人口密度為每平方千米47.98人。